# روسلان حسبولاتف
روسلان حسبولاتف (روسی: Русла́н Имранович Хасбула́тов؛ ۲۲ نوامبر ۱۹۴۲ – ۳ ژانویهٔ ۲۰۲۳) سیاستمدار، استاد دانشگاه، و اقتصاددان اهل اتحاد جماهیر شوروی سوسیالیستی با تباری چچنی بود. او نقشی محوری در وقایعی که منجر به بحران قانون اساسی در فدراسیون روسیه در سال ۱۹۹۳ شد، داشت.